# Anomis xanthochroa
Anomis xanthochroa là một loài bướm đêm trong họ Erebidae.